# خانواده کوچک
خانواده کوچک (انگلیسی: La Ch'tite famille) یک فیلم در ژانر کمدی به کارگردانی دنی بون است که در سال ۲۰۱۸ منتشر شد. از بازیگران آن می‌توان به دنی بون و لورنس آرنه اشاره کرد.